# واوتور (کشتی ۱۷۹۷)
واوتور یک کشتی تجاری مسلح فرانسوی بود که در سال ۱۷۹۷ در نانت ساخته شد و سه سفر تجاری انجام داد. نیروی دریایی پادشاهی بریتانیا آن را در ۱۸۰۰، در چهارمین سفر خود به اسارت گرفت. صاحبان کشتی تجاری اواخر ۱۸۰۱ دوباره کشتی خود را پس گرفتند و به عنوان کشتی شکار نهنگ با عنوان والچر (انگلیسی شده‌ی واوتور) آن را به دریاهای جنوب در بین سال‌های ۱۸۰۱ تا ۱۸۰۹ انداختند. در سال ۱۸۰۹ این کشتی به اسارت یک کشتی تجاری مسلح اسپانیایی درآمد.